# Littérature haïtienne
La littérature haïtienne et la vie politique ont toujours été fortement imbriquées, à tous les stades de l'histoire d'Haïti. Les intellectuels haïtiens se sont tournés, successivement ou simultanément vers la France, l'Angleterre, l'Amérique, l'Océanie, et puisent aux sources des traditions africaines et amérindiennes. Dans le même temps, l'histoire d'Haïti a toujours été un matériau riche d'inspiration pour la création littéraire, avec ses héros, ses soulèvements et ses rites.
La population, d'un million vers 1800, de trois millions en 1950, est estimée à 11 806 523 en 2023.

## Documentation coloniale
Les populations amérindiennes n'ont pas légué de documentation écrite. Et Bartolomé de las Casas, dans sa Brevísima relación de la destrucción de las Indias (1552) (et dans Historia de Indias (1527-1547) nous a suffisamment renseigné sur l'extinction des Amérindiens au point de donner lieu à une certaine légende noire espagnole.
Les Archives nationales d'Haïti assurent la conservation des documents historiques recueillis par l'administration centrale haïtienne comprenant des pièces datant de la Révolution haïtienne de 1791-1804 et des documents de l'époque coloniale.
La domination espagnole (1492-1697) est principalement documentée dans les archives espagnoles (administratives, militaires, ou religieuses).
La domination française (1625-1809) est principalement documentée dans les archives françaises, administratives, militaires ou religieuses  -liste des gouverneurs français de Saint-Domingue.
Il en est de même pour l'Île de la Tortue (colonie française) (1629-1804), principalement peuplée de boucaniers, corsaires, flibustiers et pirates.
Anglais et Hollandais disposent également de documentation, et sans doute pas de littérature non plus.
Pourtant des écrivains s'imposent. Parmi les premiers écrivains d'Haïti, issus de cette période de la colonisation, figurent ainsi deux des principaux meneurs de la révolution haïtienne, Toussaint Louverture et Jean-Jacques Dessalines, qui adressent plusieurs textes à des revues américaines, anglaises et allemandes. En tant qu'acteurs majeurs de cette révolution, ils ne sont pas, dans leurs écrits, de simples mémorialistes mais des témoins de premier ordre. Hommes d'action mais aussi hommes d'dées, ils se projettent dans l'avenir, surtout Toussaint Louverture, et conceptualisent la suite de la décolonisation. La philosophe américaine et historienne des idées Susan Buck-Morss (en), qui analyse leurs textes dans son ouvrage Hegel, Haiti, and Universal History publié en 2009, s'interroge sur les rapports d'influence intellectuels possibles entre leurs idées et la dialectique du maître et de l'esclave introduite par Hegel dans la Phénoménologie de l'Esprit,. Une dizaine d'années auparavant, un autre historien américain, David Brion Davis avait déjà soulevé la même remarque concernant les idées mises en exergue par Toussaint Louverture.

## XIXesiècle
Au XVIIIe siècle, les colons font parfois éditer en France des œuvres descriptives ou politiques, comme Moreau de Saint-Méry (1750-1819). C'est véritablement à l'indépendance que naît la littérature haïtienne. Elle peut se diviser en plusieurs périodes.

### Période des pionniers oupseudo-classique: 1804-1836
En 1804, Pierre Fligneau (17..-1840) fait jouer sa pièce L'Haïtien expatrié. Mais les classes dirigeantes et les élites intellectuelles, au sein de l'État haïtien émergent, restent très imprégnées de la culture française. Sur le fond, la littérature de cette époque prône le patriotisme et retrace les hauts faits de la convulsive accession à l'indépendance. Sur la forme, elle épouse, au fil du XIXe siècle, les courants littéraires successifs qui viennent de France : classicisme, romantisme, Parnasse, symbolisme (jusqu'au surréalisme le siècle suivant).
Par contre, les écrivains se servent de leur plume pour faire des appels à l’unité pour défendre la patrie contre une éventuelle attaque des Français.
On peut retenir de cette période 
- Louis Boisrond Tonnerre (1776-1806) qui a rédigé l'Acte de l'indépendance,
- Antoine Dupré (1782-1816)[9],
- Juste Chanlatte (1766-1828)[9],
- Jean-Louis Vastey, dit Pompée-Valentin, baron de Vastey (1781-1820),
- François-Romain Lhérisson (1798-1859)
- et Jules Solime Milscent (1778-1842), qui fonde en 1817 la revue L'Abeille haïtienne, avec pour devise :

« L’épée et les talents doivent n’avoir qu’un but :

Que chacun à l’État apporte son tribut. »
Parmi les œuvres de cette époque, citons Juste Chanlatte, dans Nheri, anagramme d’Henri, célébrant la victoire des Haïtiens sur les troupes de Leclerc (Berrou et Pompilus, p. 32), ou encore les revendications du baron Pompée Valentin Vastey, dans son livre, Le Système colonial dévoilé (Cap Henry, 1814). Ce même Vasley écrivait dans une lettre : « Il n'est point inutile que je prévienne mes lecteurs que je n'ai jamais fait une étude particulière de la langue française ». Un des problèmes pour permettre à la littérature haïtienne de s'affirmer davantage est la faible scolarisation de ce territoire à la fin du XVIIIe siècle et au début du XIXe siècle. C'est la littérature d'une minorité.
Un poème d'Antoine Dupré, l’Hymne à la liberté, illustre l'expression nationaliste  de cette époque :
[…] Haïti, mère Chérie,

Reçois mes derniers adieux

Que l’amour de la patrie

Enflamme tous nos neveux.

Si quelque jour sur tes rives

Reparaissent nos tyrans

Que leurs hordes fugitives

Servent d’engrais à nos  champs.

 (Pompilus, t.1, p12)
En cette période d'intense effervescence littéraire, des journaux comme Le Républicain puis L'Union ouvrent leurs pages aux premiers romantiques. L'Observateur, créé en 1819, publie de la poésie galante.
C'est en effet la poésie qui va donner ses lettres de noblesse à la littérature haïtienne au cours du XIXe siècle.

### École de 1836 ou cénacle Haïtien ou début du romantisme Haïtien: 1836-1860
À partir de 1836 se forme le groupe du Cénacle, avec les poètes romantiques où se distinguaient les Frères Nau dont  Ignace Nau (1808-1845), les frères Ardouin dont Coriolan Ardouin (1812-1835), et Beauvais Lespinasse. Ils avaient leur propre périodique qui fut d’abord La République, qui  plus tard devint L’Union. Plus tard Oswald Durand (1840-1906), Massillon Coicou (1867-1908) se réclameront de cette mouvance. C’est une époque  importante dans la quête du moi intérieur haïtien. Ce dernier s’ouvrait sur de vifs débats sur la nature même de l’authenticité haïtienne. Si certains  comme Georges Sylvain pensent que la littérature haïtienne est: «une branche détachée du vieux tronc gaulois», Ignace Nau, comme Oswald Durand font entendre des appels à l’authenticité: «soyons nous-mêmes», sans mimétisme envers la littérature française. Le sentiment patriotique est d'ailleurs un thème très prisé, même s'il est exprimé de façon plus personnelle par les romanciers et les dramaturges. L'appel de Nau provoque une série d’évènements d’ordre socio-littéraire tant au pays qu’au niveau international. Beaucoup des intellectuels haïtiens se posent et s'imposent comme chercheurs et défenseurs de la patrie.
La production théâtrale est également riche et importante. Tous les genres sont représentés : drame en prose, tragédie, comédie. Les œuvres reflètent l'actualité et l'évolution des mœurs.
Parmi les premiers romanciers haïtiens reconnus, figure Émeric Bergeaud (1818-1858) (Stella, 1857, publié en 1959),.

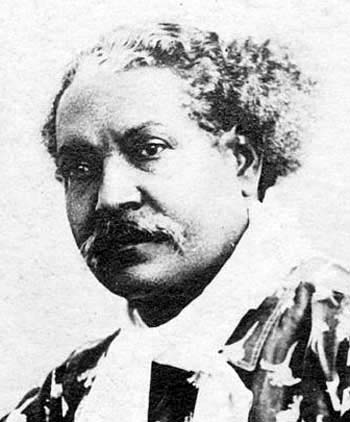
Oswald Durand
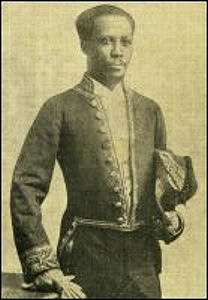
Massillon Coicou
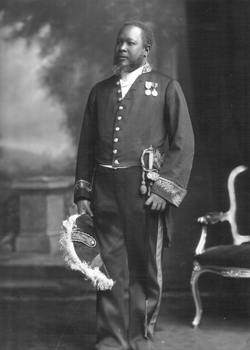
Louis-Joseph Janvier
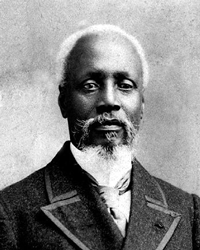
Joseph Anténor Firmin

### Mouvement patriotique ou épanouissement du romantisme Haïtien: 1860-1898
Vers les années 1885, trois intellectuels haïtiens revendiquent violemment et de façon scientifique le droit et la personnalité nègre en corrigeant ou défendant par leurs écrits les diffamations pseudo-scientifiques et insultantes vociférées à l’égard d’Haïti. Ce sont :  Louis-Joseph Janvier dans Haïti aux Haïtiens (1884) et L’Égalité des races humaines (1884), Joseph Anténor Firmin avec principalement De l’Égalité des races humaines (1885) et Hannibal Price avec De la Réhabilitation de la Race Noire par la République d’Haïti (1889).
Avec l’arrivée de ces défenseurs, le mouvement littéraire haïtien prend un élan non mesurable. Les plumes des hommes de lettres sont utilisées comme arme pour défendre la nation. Alors que les pseudo-classiques défendaient la nation avec des complaintes émotionnelles et des appels à l’unité, ces théoriciens de cette fin du XIXe siècle, de leur part, se défendent de manière scientifique et bien fondée.
Louis-Joseph Janvier dans Haïti aux Haïtiens (1884) et L’Égalité des races (1884) formule des répliques à certaines diffamations contre la République Noire. D'ailleurs, Haïti aux Haïtiens est une réplique contre l’annexion du Môle Saint-Nicolas par les États-Unis. L’Égalité des races est une réponse à Ernest Renan qui a écrit :« les hommes ne sont pas égaux, les races ne sont pas égales ». Par ses arguments, Janvier montre que les Noirs ont des aptitudes pour tout : lettres, arts, sciences, dont lui-même il est un exemple vivant. En 1883, dans La République d’Haïti et ses visiteurs, l'auteur répond contre une série d’articles dans lesquels est présenté un tableau critique et négatif de la société haïtienne sous la plume du journaliste d’origine antillaise Victor Cochinat.
Anténor Firmin, dans De l’égalité des races humaines s'est revendiqué contre les inexactitudes proférées par le comte Arthur de Gobineau dans sa thèse, L’inégalité des races humaines (1853).
De premières personnalités féminines enrichissent également les mouvements littéraires haïtiens dès le XIXe siècle par leurs créations, comme Virginie Sampeur,,.

## XXesiècle
La revue littéraire Jeune Haïti (1895-1898), fondée par Seymour Pradel (1875-1943) et Justin Lhérisson (1873-1907), publie  de nouveaux auteurs dans ses quelques numéros.

### Génération dela Ronde: 1898-1915
Le siècle s'ouvre avec la création de la revue La Ronde par Pétion Gérome en 1895. La référence reste la France pour les poètes de cette école intimiste et délicate 
- Etzer Vilaire (1872-1951), né 7 avril 1872[20] poète, auteur de Les Dix Hommes noirs (1949, «considéré comme le cri de conscience d'une génération»[21])
- Fernand Hibbert (1873-1928). romancier
- Georges Sylvain (1866-1925)
- Ida Faubert (1882-1969).
- Dantès Louis Bellegarde (1877-1966), essayiste
- Justin Lhérisson (1873-1907), poète, journaliste et lodyanseur, compose La Dessalinienne (1903).
- Charles Moravia (1875-1938), poète et dramaturge, édite également deux revues, La Plume (1914-1915), puisLe Temps (1922-1938).
- Edmond Laforest (1876-1915), poète, conteur et journaliste, dirige aussi "Haïti littéraire et scientifique" et "La Patrie".

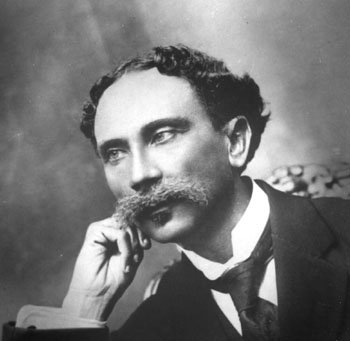
Etzer Vilaire
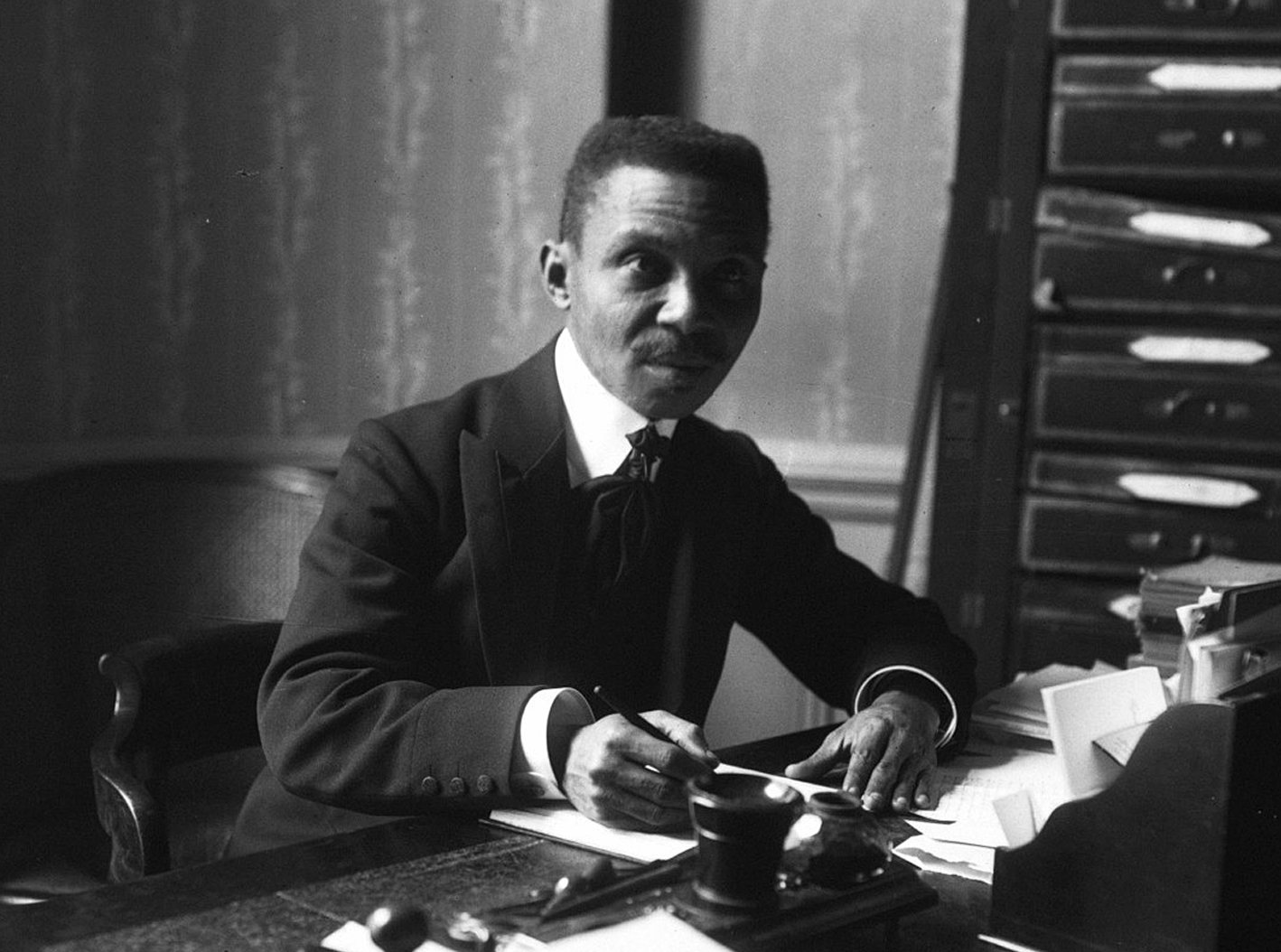
Georges Sylvain
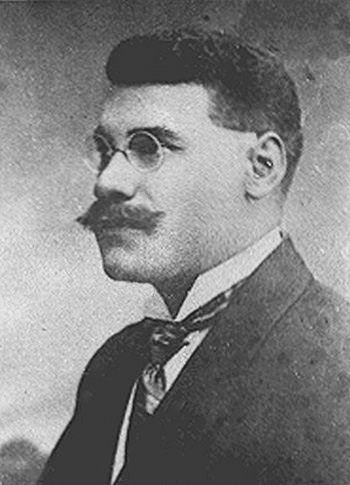
Dantès Louis Bellegarde
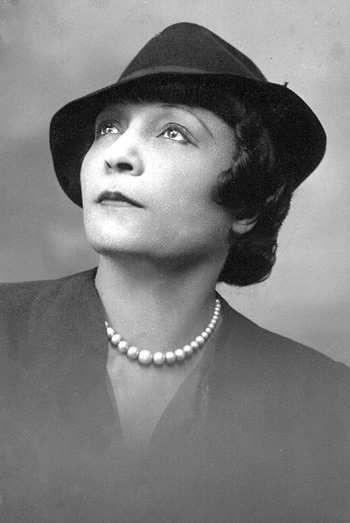
Ida Faubert
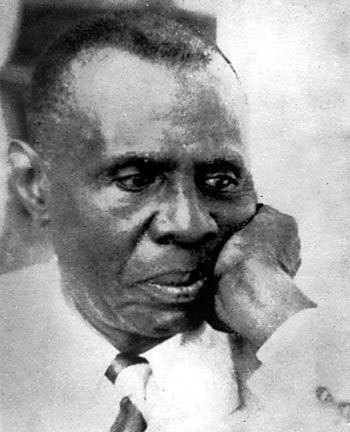
Jean Price Mars

### École Indigéniste ou mouvement Indigéniste: 1915-1945
L'occupation américaine (1915-1934), est un électrochoc. La «génération de la gifle» crée successivement des revues littéraires militantes: La Revue de la ligue de la jeunesse haïtienne (1916), La Nouvelle Ronde (1925), et surtout La Revue indigène (1927). L'inspiration est combattante dans un pays en proie à une instabilité politique chronique et exprime le mal de vivre d'une génération aspirant à une vie meilleure. Le mouvement indigéniste, par la voix de son initiateur et théoricien, Jean Price Mars, invite les écrivains « à cesser d'être pasticheurs pour devenir des créateurs » (Ainsi parla l'Oncle, 1928), en clair à puiser aux racines africaines de l'homme d'Haïti. La résistance trouve alors son expression dans la culture orale issue de l'esclavage, les contes, traditions et légendes.

### 1945-1990

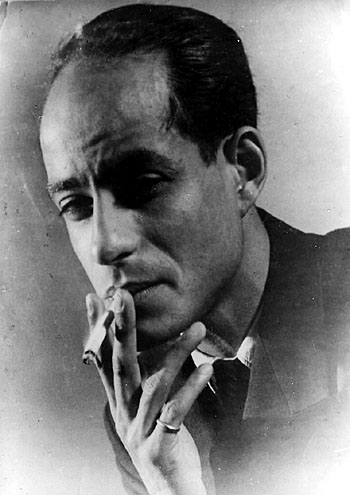
Jacques Roumain
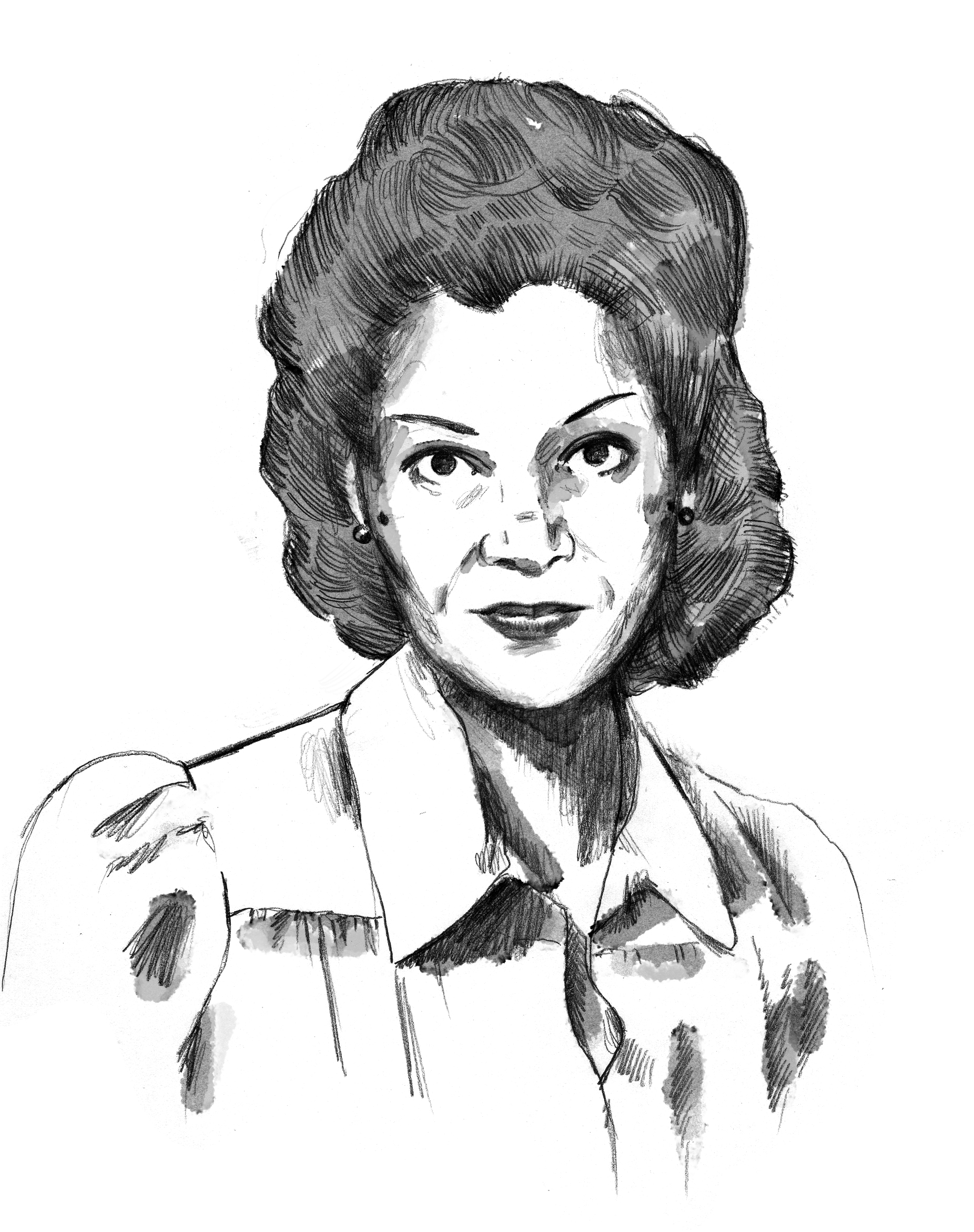
Marie Vieux-Chauvet
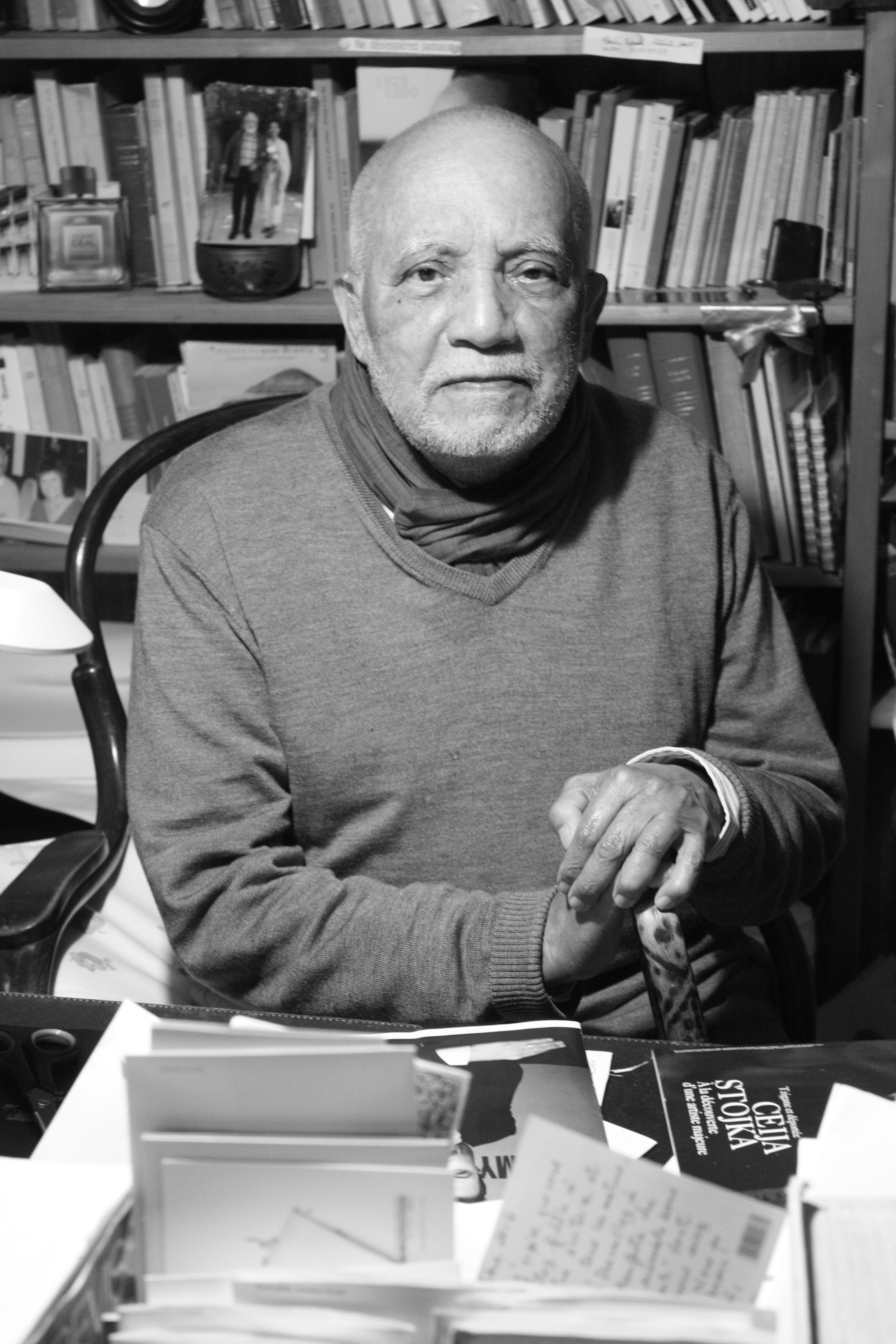
René Depestre

Dans le même temps, le réalisme social investit la littérature, qui devient un terrain d'engagement et de défense du peuple, avec Jacques Roumain (1907-1944) (Gouverneurs de la rosée, 1944) ou René Depestre (1926-). Le roman met alors en scène les couleurs sombres de la vie des paysans. Jacques Stephen Alexis (1922-1961), René Depestre et Gérald Bloncourt (1926-2018) fondent en 1945 la revue La Ruche.
En 1946, André Breton est chargé par le directeur des Affaires culturelles à Paris d'établir des relations avec les intellectuels haïtiens. Il rencontre en Haïti le poète Pierre Mabille, fondateur de l'Institut français.
En pleine grève insurrectionnelle menée par les étudiants contre le gouvernement Lescot, ses discours trouvent un écho auprès des insurgés, emmenés en particulier par René Depestre. Toutefois l'influence surréaliste reste mineure, quoique réelle, sur la littérature haïtienne. Elle est par exemple ouvertement revendiquée par Clément Magloire-Saint-Aude (1912-1971), collaborateur des Griots.
Beaucoup plus fécond est le courant du réalisme merveilleux de René Depestre ou Jacques Stephen Alexis dans les années 1950. Le site web « Haïti chérie » définit le réalisme merveilleux, expression inventée par le Cubain Alejo Carpentier, comme « l'alliance baroque du mythe et du concret, goût des images violentes et d'une écriture virtuose, tropicale ». Les contes sont également un aspect important de la littérature haïtienne et l'écrivaine Mimi Barthélémy (1939-2013) est une des conteuses populaires  du XXe siècle.
François Duvalier, dit « Papa Doc », arrive au pouvoir à Haïti en 1957. Son régime devient vite dictatorial, et s'appuie sur une milice appelée les Tontons Macoutes, qui terrorise la population. Un groupe de poètes et de romanciers haïtiens, nommé initialement Haïti Littéraire, composé notamment de Réginald Crosley, Denis Villard, Anthony Phelps, René Philoctète, Roland Morisseau et Serge Legagneur se constitue. D'autres auteurs en font également partie comme Davertige ou Jean-Richard Laforest. La romancière Marie Vieux-Chauvet s'en rapproche. Elle leur propose de se réunir chez elle, à Port-au-Prince et leur suggère de se renommer en : Les Araignées du soir,. « Ils espéraient tisser une toile protectrice autour d’eux-mêmes et se garder ainsi à l’écart des prédateurs ». François Duvalier meurt en 1971 mais son fils Jean-Claude Duvalier lui succède et prolonge ce régime dictatorial jusqu'en 1986. Marie Vieux-Chauver dénonce le contexte social et politique durant le duvaliérisme dans son roman Amour, Colère et Folie, mais doit quitter Haïti en 1968. Elle meurt à New York quelques années plus tard.
La littérature haïtienne contemporaine fait bien partie de la mouvance culturelle latino-américaine. Dans la jeune génération, l'écrivain Louis-Philippe Dalembert (1962-), entre autres, est l'auteur d'une thèse de doctorat en littérature comparée sur La représentation de l'Autre dans l'œuvre romanesque d'Alejo Carpentier.

### De 1960 à 2000

#### Quelques auteurs en Haïti
Frankétienne (1936 -), Jean-Claude Fignolé (1941 - 2017), Christophe Philippe Charles (1951-), Yanick Lahens (1953 - ), Evelyne Trouillot (1954 -), Lyonel Trouillot (1956 -), Gary Victor (1958 -), Kettly Mars (1958- ), Jacques Roche (1961-2005), Jean-Euphèle Milcé (1969 -), Emmelie Prophète (1971-), Pierre-Paul Ancion (1977 -), Inéma Jeudi (1981 - ), Iléus Papillon (1984 - ), Jonel Juste (1980 -), Handgod Abraham (1986 - ), Elbeau Carlynx (1994- ), Philippeson Juste  (1998 - ), Raynaldo Pierre-Louis (1990-), ...

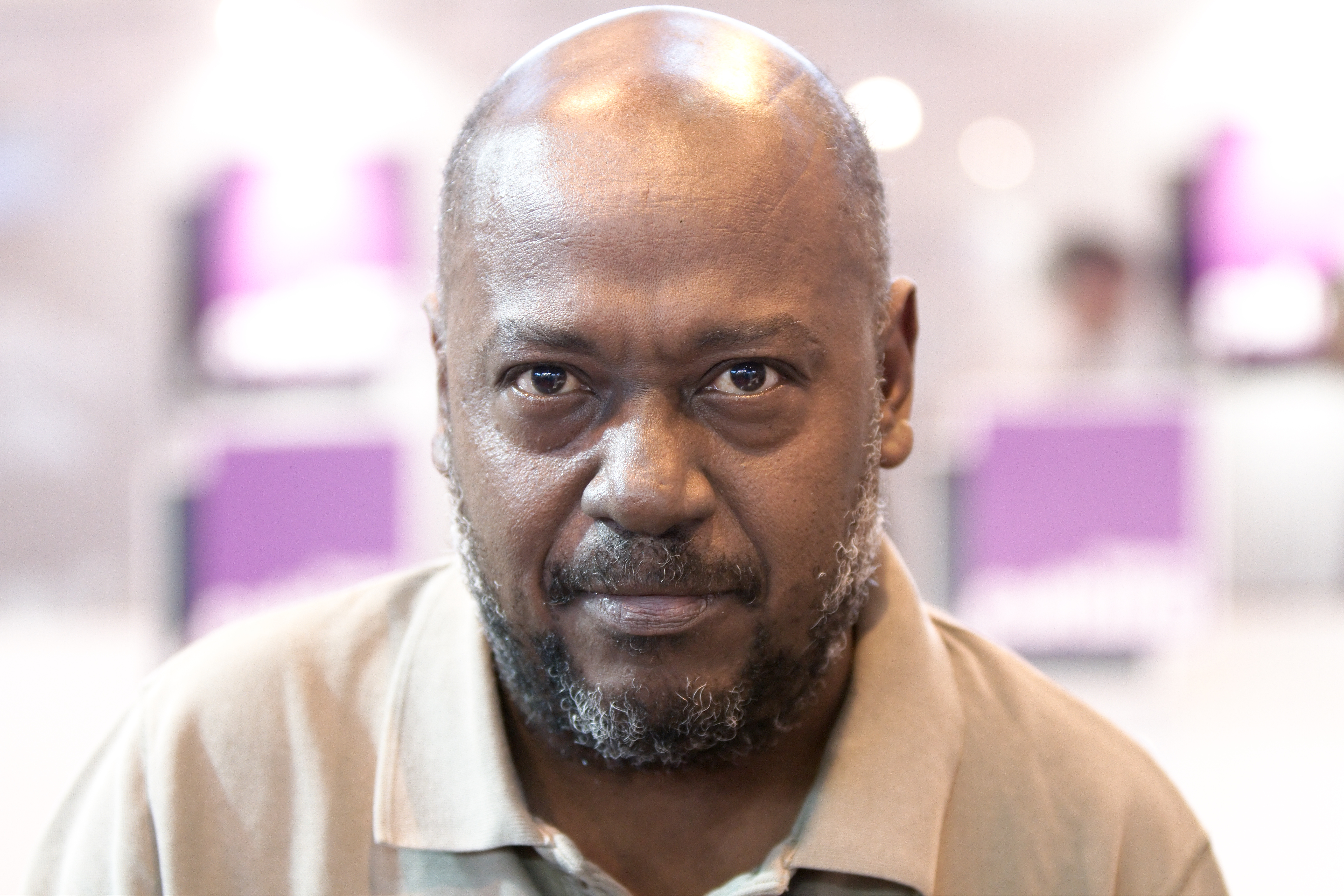
Lyonel Trouillot
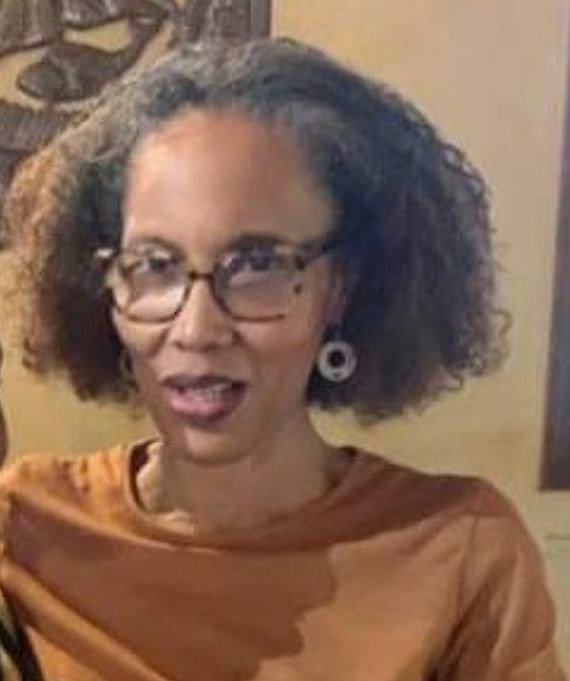
Yanick Lahens
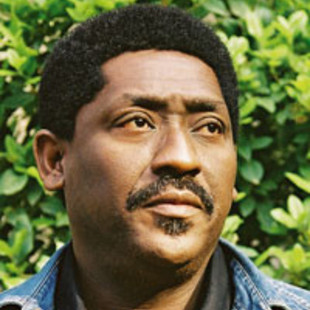
Gary Victor
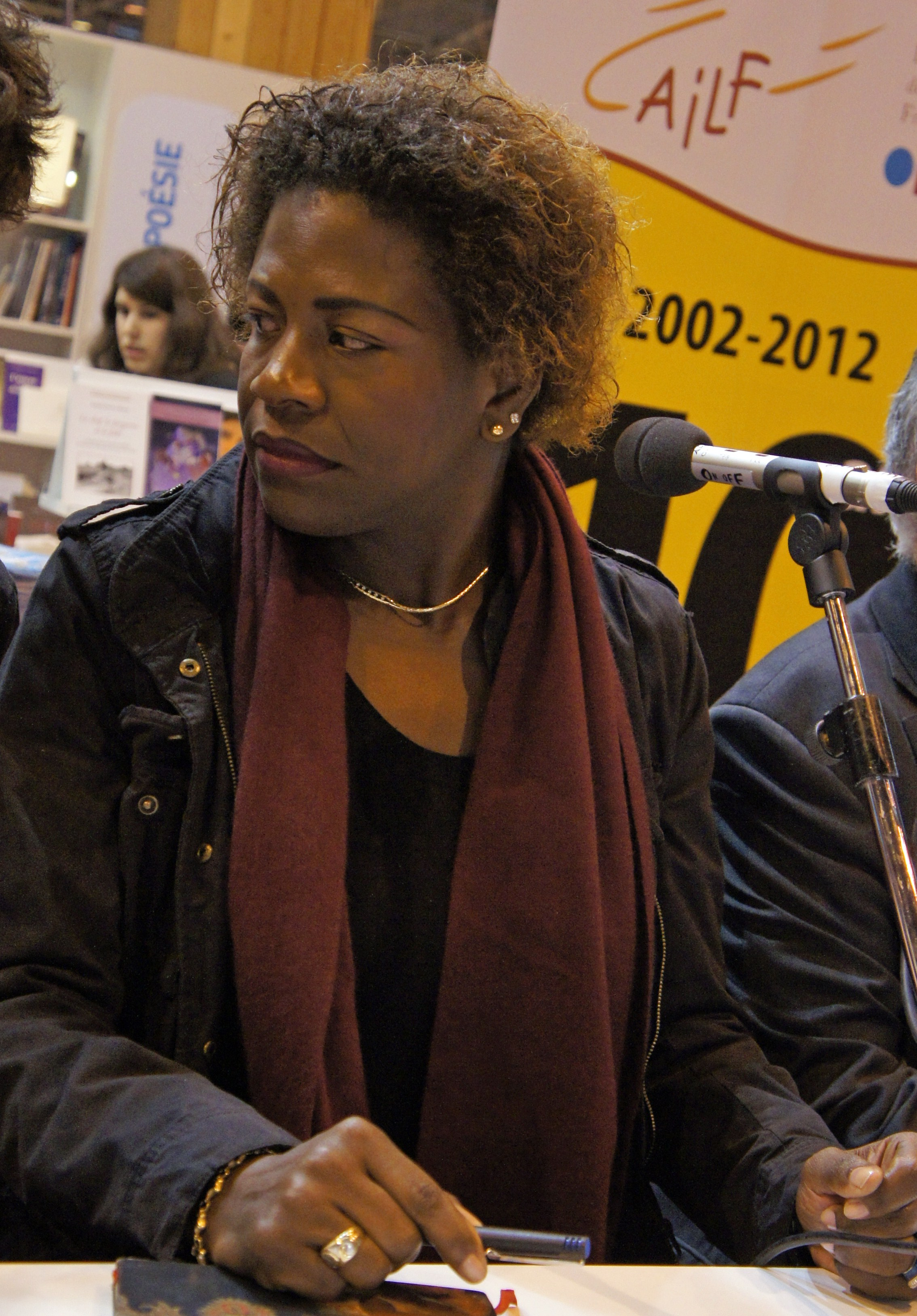
Emmelie Prophète
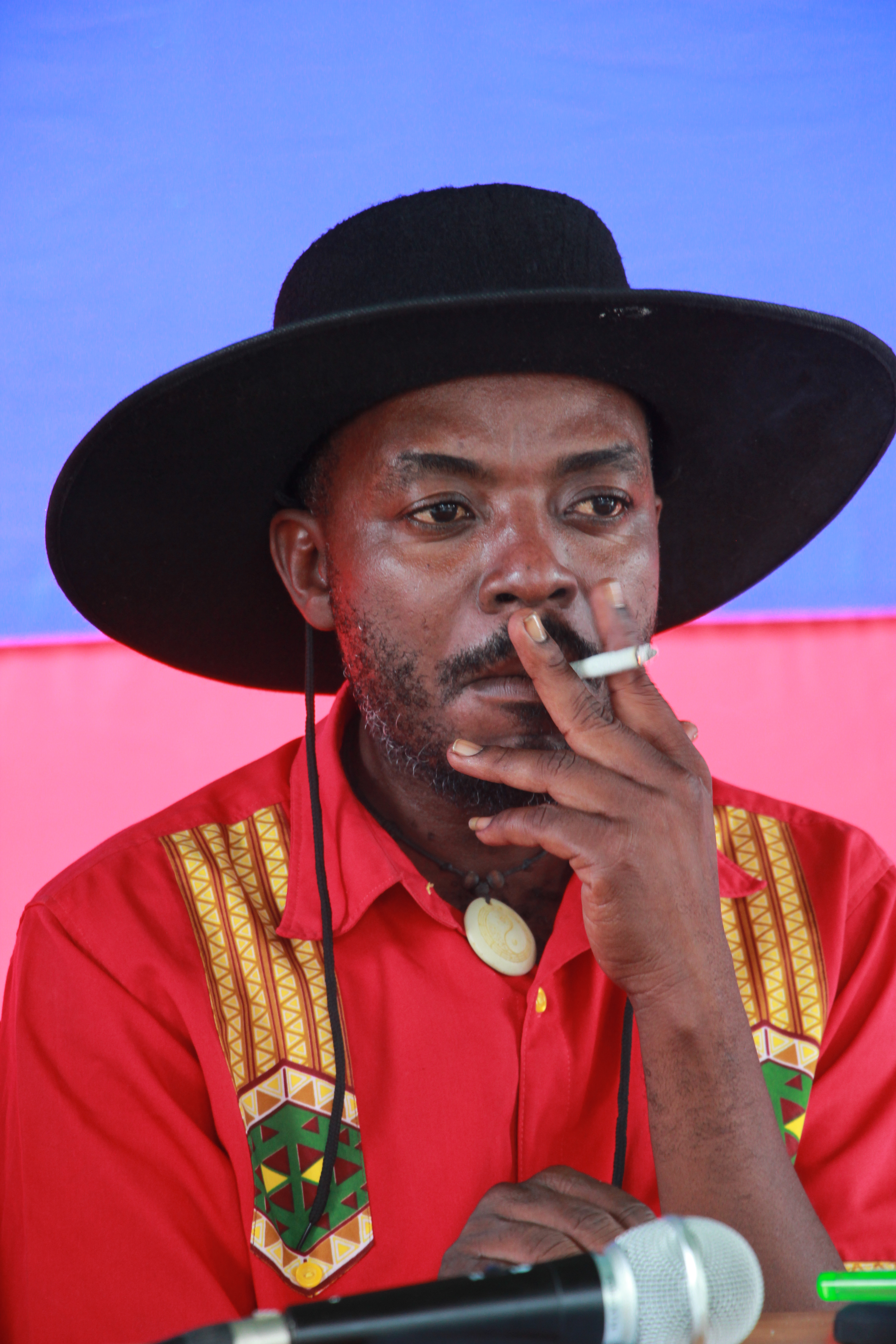
Inéma Jeudi

#### Diaspora

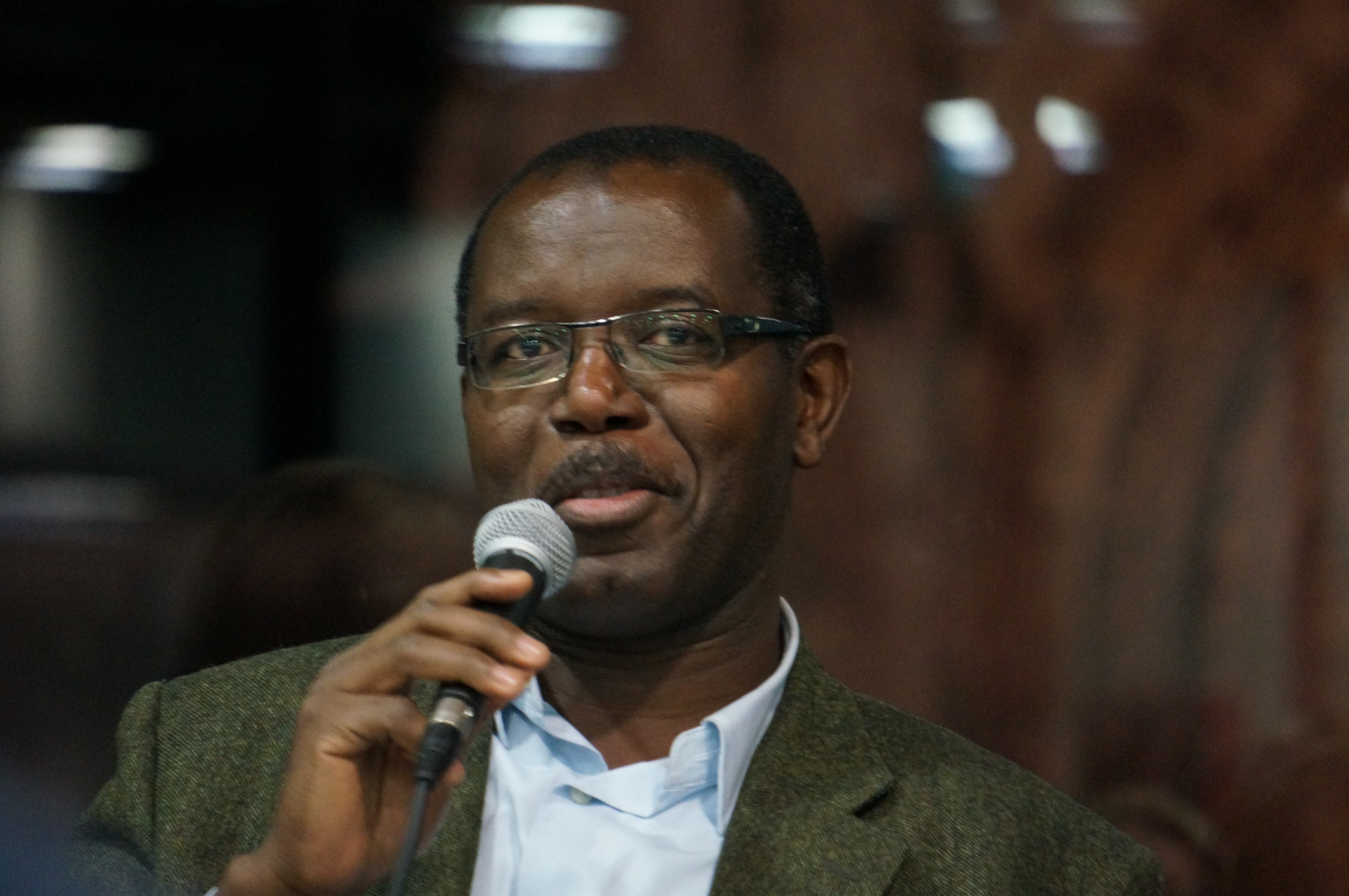
Louis-Philippe Dalembert
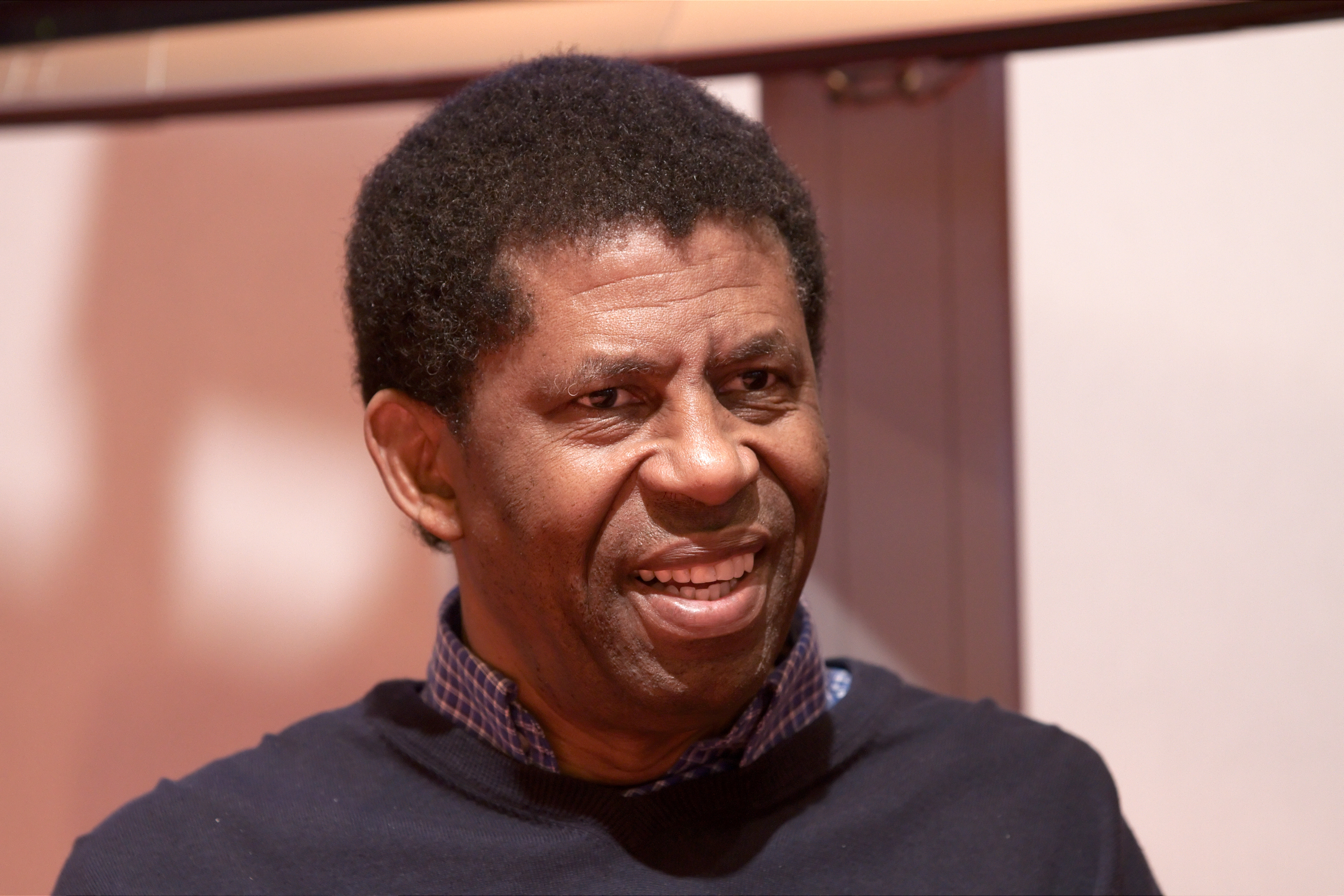
Dany Laferrière
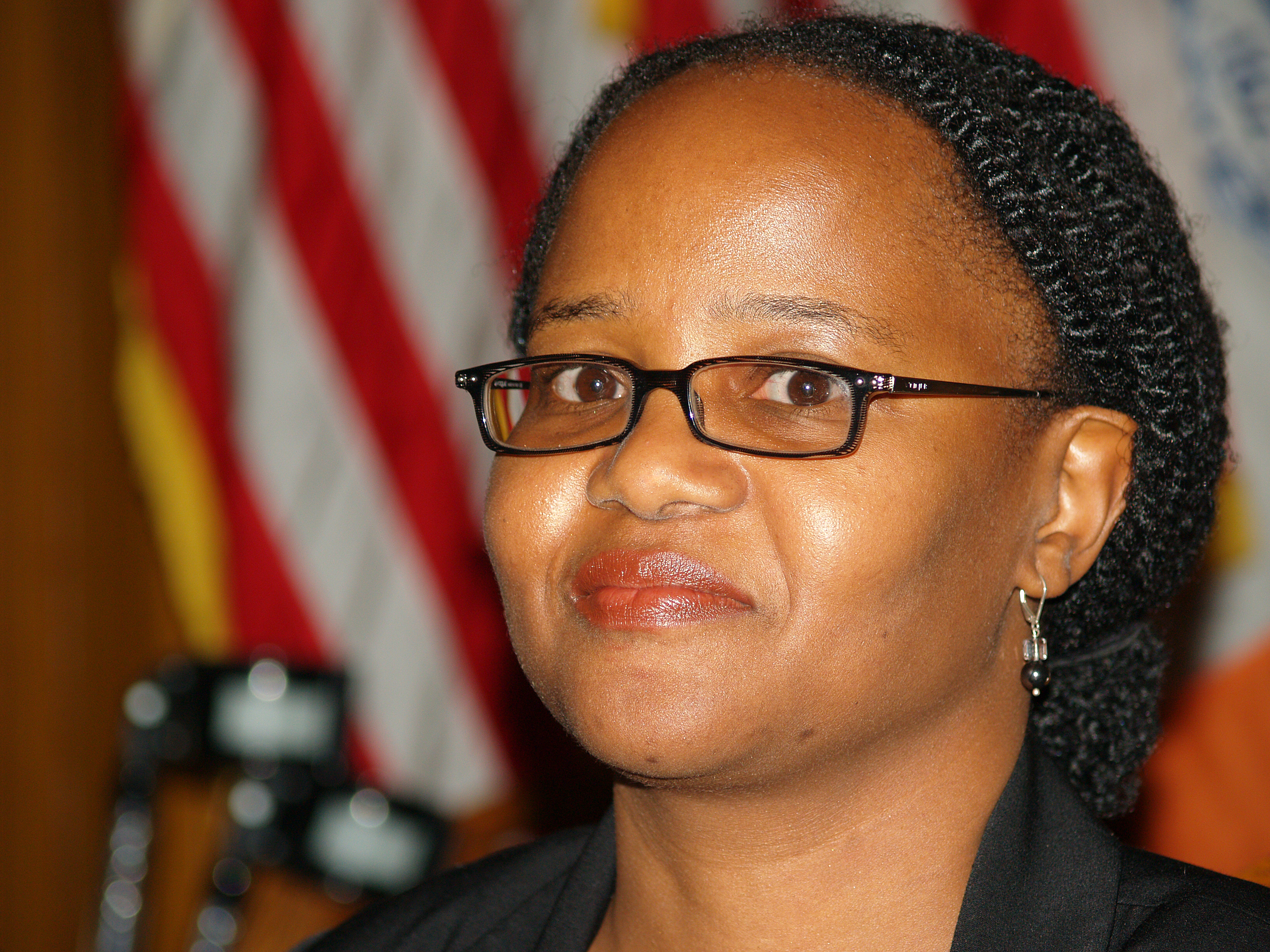
Edwidge Danticat
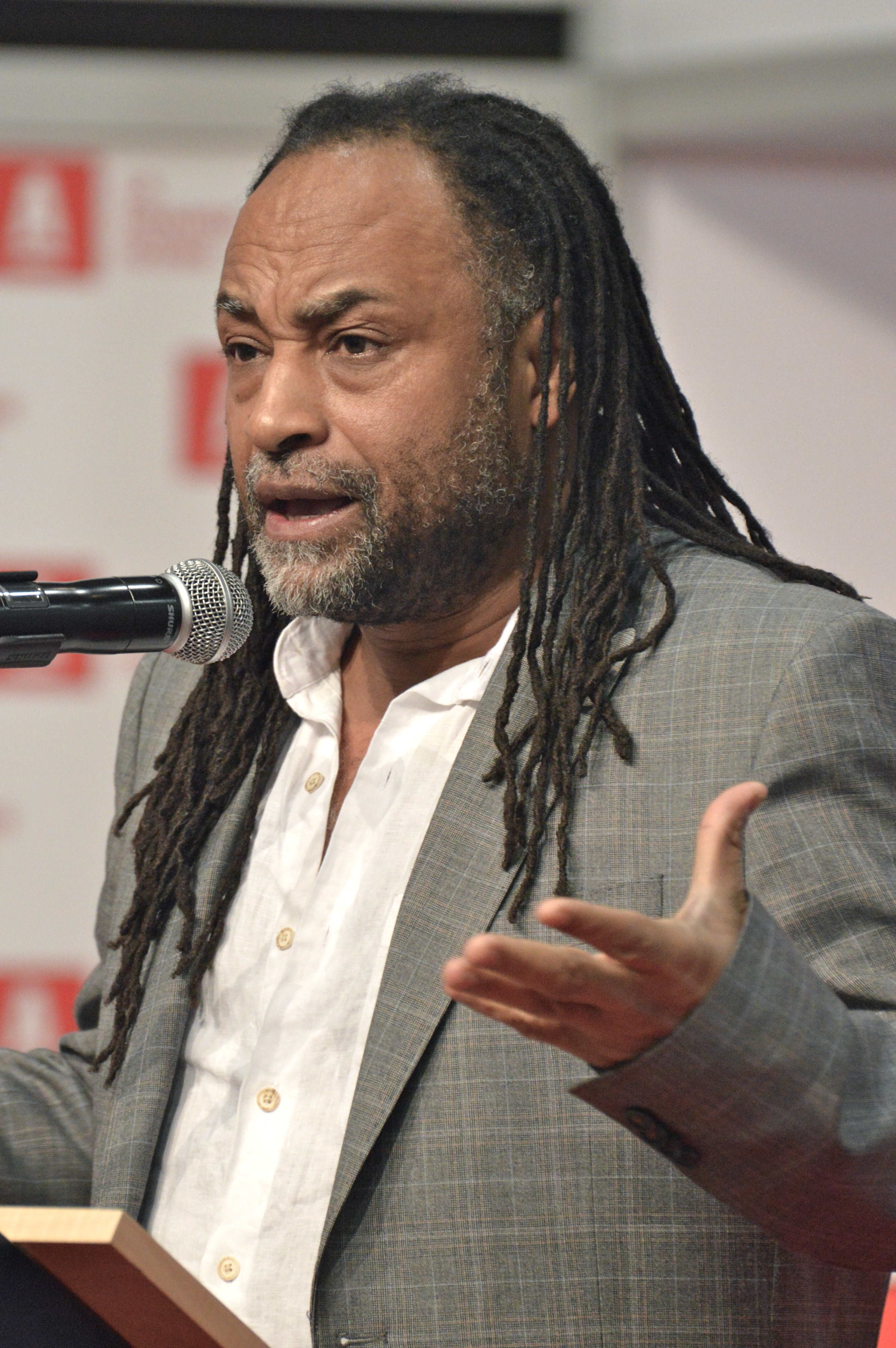
Rodney Saint-Éloi
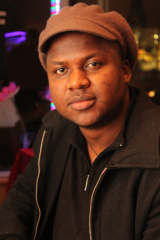
Thélyson Orélien

Le régime des Duvalier (1957-1986) a vu l'exode de nombreux intellectuels haïtiens. Ceux qu'on appelle les écrivains de la diaspora s'engagent dans une littérature militante, qui évoque Haïti sous l'angle des souvenirs, des souffrances, de la culpabilité d'être loin de leur terre. Comme Jean Métellus (1937-2014), dans Louis Vortex (1992, réédition 2005), ils mettent souvent en scène le quotidien des haïtiens exilés dans leur pays d'accueil. Mais le déracinement a des conséquences importantes : épuisement des sujets nationaux ou au contraire folklorisme, parfois de commande (en particulier autour du vaudou).
Parmi les auteurs de cette période aux États-Unis ou au Canada : Marie Vieux-Chauvet (1916 - 1973) à la suite de son exil et de son installation à New York, Anthony Phelps (1928 -), Maximilien Laroche (1937-2017) Émile Ollivier (1940 - 2002), Jean-Robert Léonidas (1946 -), Dany Laferrière (1953 -), Marie-Célie Agnant (1953, -),  Rodney Saint-Éloi (1963), Stanley Péan (1966 -), Edwidge Danticat (1969 -), André Fouad (1972 - ), Guy Régis Jr (1974-), Fred Edson Lafortune (1982 -), Thélyson Orélien (1988-)...
En France : René Depestre (1926 -), Jean Métellus (1937 - 2014), Jean-Claude Charles (1949 - 2008), Louis-Philippe Dalembert (1962 -)...

## XXIesiècle
Le recul manque un peu pour évoquer la littérature haïtienne au XXIe siècle. Peuvent être déjà cités, cependant, Louis-Philippe Dalembert, Prix Goncourt de la poésie 2024, avec notamment le roman L'Autre Face de la mer publié dès 1998, le roman Avant que les ombres s'effacent publié en 2017, le roman Mur Méditerranée publié en 2019, le roman Milwaukee Blues publié en 2021 et inspiré des meurtres d'Eric Garner (2014) et de George Floyd par un policier en 2020 à Minneapolis, ou encore, la romancière en langue anglaise Edwidge Danticat avec des œuvres telles que Adieu mon frère, Lyonel Trouillot (1956-), Jean D'Amérique (1994-), James Noël (1978-) ou Makenzy Orcel (1983-) dont le roman L'Ombre animale, sorti en 2016, a été plusieurs fois primé, remportant par exemple dont le prix Louis-Guilloux et le prix Littérature-monde.
Il serait difficile d’énumérer des thèmes de prédilection de la littérature haïtienne contemporaine ; il semblerait néanmoins que les questions du père et de la paternité y soient particulièrement récurrentes.

## Spécialistes de la littérature haïtienne
Parmi les spécialistes de la littérature haïtienne on peut citer  Léon-François Hoffmann (1932-2018), Maximilien Laroche (1937-2017), Yanick Lahens (1953 - ), et Stéphane Martelly (1974- ).

### Léon-François Hoffmann
- Histoire littéraire de la francophonie : Littérature d'Haïti (1995) [lire en ligne]
- Le roman haïtien : Idéologie et structure (1982) [lire en ligne]
- Le nègre romantique : Personnage littéraire et obsession collective (1973) [lire en ligne]

### Maximilien Laroche
- Littérature haïtienne comparée (2007) [lire en ligne]
- Mythologie haïtienne (2002) [lire en ligne]
- Sémiologie des apparences (1994) [lire en ligne]
- Dialectique de l'américanisation (1993) [lire en ligne]
- La double scène de la représentation : Oraliture et littérature dans la Caraïbe (1991) [lire en ligne]
- La littérature haïtienne : Identité • langue • réalité (1981) [lire en ligne]
- Le miracle et la métamorphose : Essai sur les littératures du Québec et d'Haïti (1970) [lire en ligne]
- Thèmes chantés poétiques par les auteurs du mouvement patriotique (?).

### Yanick Lahens
Elle-même écrivaine, lauréate de l'édition 2014 du prix Femina pour son roman Bain de lune publié en 2014, elle est titulaire de la chaire « Mondes Francophones » au Collège de France et a prononcé sa leçon inaugurale intitulée Littérature haïtienne. Urgence(s) d’écrire, rêve(s) d’habiter  (publié par Fayard) le 21 mars 2019.

### Stéphane Martelly
Écrivaine et peintre, elle est aussi enseignante et chercheuse à l’Université de Sherbrooke au Québec.
- Les jeux du dissemblable : folie, marge et féminin en littérature haïtienne contemporaine, Montréal, Nota bene, 2016, 378 p.  (ISBN 9782895185352)

## Question de la langue
Deux hypothèses existent sur la naissance du créole, langue dont l'histoire est intimement liée à la colonisation[Selon qui ?] : l'une avance que le créole serait né de la nécessité pour différentes communautés de communiquer entre elles : le créole haïtien est né au XVIIe siècle dans l'Île de la Tortue, où cohabitaient alors esclaves africains, flibustiers, corsaires et colons européens. L'autre énonce qu'il est né dans les comptoirs portugais de la côte atlantique de l'Afrique au XVe siècle et qu'il aurait ensuite été « exporté » via le commerce négrier.
En tout état de cause on recense plus de deux-cents langues créoles ou apparentées. Qu'elle soit de base anglaise, portugaise, espagnole, néerlandaise ou française, comme en Haïti, c'est la langue de la mémoire collective, qui véhicule une symbolique de la résistance. On la retrouve dans les contes, les chants, la poésie (Saint-John Perse, Aimé Césaire, Derek Walcott, Elsie Suréna…), les romans (Patrick Chamoiseau, Raphaël Confiant…).
Malgré l'indépendance, le français est demeuré langue officielle en Haïti. Langue longtemps associée à un certain prestige culturel, ceux qui la maîtrisent au XIXe siècle, font partie de l'élite. Le créole n'entre véritablement dans le champ littéraire que dans la deuxième moitié du XXe siècle.
Les indigénistes dans les années 1930, et le mouvement de la négritude (incarné en Haïti par Jean Price Mars) ont certes mis en avant les origines africaines de l'antillais, lui redonnant ainsi une identité perdue dans la déportation et l'après colonisation. Mais, pour eux, « le créole était considéré comme une langue impure, celle de l'esclavage, celle que les maîtres avaient inventée pour se faire obéir ».
Le mouvement de la créolité, qui leur succède, réhabilite le créole, qui n'est plus alors seulement la langue de l'esclavage, « mais celle qu'on a fabriquée ensemble pour survivre » (id.). Dans la littérature haïtienne s'opère alors un glissement, du français vers le créole, ou plutôt un dialogue, un aller-retour entre les deux langues. Car comme l'affirme Régis Antoine dans La Littérature franco-antillaise, si « le français seul n'aurait jamais pu nous régaler… », cette dualité est pour chaque écrivain « un obstacle et une chance ».
Le créole est très présent dans la poésie et le théâtre. Frankétienne par exemple n'écrit ses pièces qu'en créole. Langue orale, le créole s'illustre particulièrement bien dans ces deux genres qui donnent « de la voix ». Car, si beaucoup d'Haïtiens parlent et comprennent le créole, tous ne savent pas le lire.
Dans le roman, les deux langues cohabitent parfois, créant une écriture originale et nouvelle, propice à l'imaginaire développé dans le courant du réalisme merveilleux par exemple.
Le choix de la langue d'écriture est un enjeu important de la création littéraire contemporaine, en particulier pour les écrivains résidant en Haïti. Enjeu toujours militant, parfois théorisé, qui se heurte à un taux d'analphabétisme élevé. Georges Castera écrit en français et en créole, il résume assez bien la question de la langue :

« L'écrivain bilingue que je suis, prend continuellement conscience (avec quelques autres) que l'écrit créole est toujours un écrit en construction, dans une langue écrite à construire.[…] Il est à déplorer que la plupart des linguistes haïtiens ne s'intéressent pas au créole littéraire […] L'écrit créole cesse d'être un projet national pour devenir celui des Haïtiens à alphabétiser […] Aurons-nous une littérature sans lecteurs ou une littérature sans langue ? »

## Institutions
- Prix littéraire des Caraïbes depuis 1965
- Prix RFO du livre (1995-2011)
- Institut du Tout-Monde
- Prix Édouard-Glissant
- Atelier Jeudi soir

## Principaux mouvements littéraires en Haïti
Les mouvements littéraires en Haïti sont caractérisés par une riche tradition d'écriture et d'expression artistique. La littérature haïtienne a évolué au fil des siècles et a été influencé par des facteurs historiques, sociaux et culturels.
- Période coloniale (17e - 18e siècles): Durant la période coloniale, l'écriture en Haïti était principalement liée à la colonisation française. Les écrits étaient souvent des récits de voyage, des chroniques historiques et des documents administratifs.
- Période des pionniers ou pseudo-classique ou période  post-indépendance (19e siècle) (1804-1836): Après l'indépendance d'Haïti en 1804, la littérature haïtienne s'est développée davantage avec l'émergence d'une classe d'écrivains et de poètes haïtiens qui ont exploré les thèmes de l'identité nationale, de la liberté, de la fierté et de la lutte pour l'émancipation.
- L'école de 1836 ou cénacle Haïtien ou début du romantisme haïtien (1836-1860): Au 19e siècle, le romantisme a influencé la littérature haïtienne, mettant l'accent sur les émotions, la nature et l'individualisme. Des écrivains tels que: Ignace Nau, Justin Hérisson et Louis-Joseph Janvier ont contribué à ce mouvement.
- Mouvement patriotique ou épanouissement du romantisme Haïtien (1860-1898)
- Le naturalisme et le réalisme: Vers la fin du 19e et le début du 20e siècle, le naturalisme et le réalisme ont marqué la littérature haïtienne. Des auteurs comme Georges Sylvain ont utilisé ces courants pour aborder des problèmes sociaux et politiques.
- Le mouvement modernisme: Au cours du 20e siècle, la littérature haïtienne a été marquée par des écrivains modernistes tels que Jacques Roumain, qui a expérimenté de nouvelles formes d'écriture et exploré les complexités de la société haïtienne.
- La négritude (1930): Dans les années 1930, le mouvement de la négritude, qui célébrait la fierté de l'identité africaine et noire, a également eu un impact sur la littérature haïtienne. Aimé Césaire, bien qu'originaire de la Martinique, était un écrivain influent de la négritude qui a inspiré des écrivains haïtiens.
- La littérature contemporaine: De nos jours, la littérature haïtienne continue de prospérer avec de nombreux écrivains émergents et établis explorant une variété de thèmes tels que l'identité, la migration, la pauvreté, la politique et la culture haïtienne.
- Le spiralisme: Le terme spiraliste dans la littérature haïtienne fait référence au mouvement littéraire connu sous le nom de "spiralisme." Le spiralisme est un courant littéraire qui a émergé en Haïti dans les années 1960 et a été particulièrement actif dans les années 1970 et 1980[37]
- Le sacraïsme: mouvement littéraire et artistique haïtien créé en 2002 par l association ANAC (Association Nino’ Art Cultura) de jeunes artistes jacméliens,

### Multimédia
- Louis-Philippe Dalembert, Lyonel Trouillot, avec la collaboration d'Yves Chemla, Haïti : une traversée littéraire, Port-au-Prince, Presses nationales d'Haïti ; Prais, CulturesFrance, 2010, 171 pages + CD-audio (extraits d'émissions de radio tirés des archives de l'Ina avec les voix de René Depestre, Frankétienne, Émile Ollivier, et un extrait du disque Pierrot le Noir de Jean-Richard Laforest, Émile Ollivier et Anthony Phelps.
- Laurence Ghigny (intro), La littérature haïtienne, Bruxelles, Indications, 2010, 79 pages + DVD (numéro thématique de la revue Indications, no 384, octobre 2010).